# H 사일런트 랩
H 사일런트 랩은 현대건설의 층간소음 전문 연구시설이다

## 상세
2023년 3월 2일, 본격 가동을 시작했으며 경기도 용인시 기흥구 마북 기술연구단지에 위치한다. 지상 4층, 총 7세대 규모로 우리나라 대부분 아파트에 적용 중인 '벽식 구조'와 평형 변경이 용이한 'PC라멘조'로 구성된다. 자재와 공법 중심의 층간소음 저감기술 개발하고 아파트의 구조와 평형, 바닥, 천장 마감재 등 다양한 조건의 진동, 소음을 분석해 층간 및 벽간소음 연구를 진행한다.

## 같이 보기
현대자동차그룹
현대건설
H 사일런트 홈 시스템